# Konstantínos Tsakalídis
Konstantínos Tsakalídis (en grec moderne : Κωνσταντίνος Τσακαλίδης) est un photojournaliste indépendant grec né en 1986 à Serrès.    
Il est désigné « photographe de l’année 2022 » dans la catégorie « single » au World Press Photo.   

## Biographie
Konstantínos Tsakalídis est né en 1986 à Serrès en Grèce,. Il est diplômé du département d’informatique de l’Institut pédagogique technologique de Thessalonique et du Centre photographique Stereosis.
Depuis 2013, il documente les problèmes liés à la crise dans son pays.
En 2015-2016, il documente le parcours de milliers de réfugiés Afghans, Irakiens ou Syriens des îles de l’est de la mer Égée vers l’Europe centrale en passant par les Balkans, ainsi que leur vie dans le camp d’Idoméni à la frontière entre la Grèce et la Macédoine du Nord.
En août 2021, ses images des incendies de forêt à Athènes et sur l’île d’Eubée pour l’agence Bloomberg News lui permet de remporter le prix du « Photographe de l’année 2022 » dans la catégorie « single » au World Press Photo en 2022,.
Basé à Thessalonique, Konstantínos Tsakalídis est membre cofondateur de l’agence photo grecque SOOC Images et contributeur régulier à Bloomberg News dans le nord de la Grèce. Il couvre particulièrement les questions sociales et politiques en Grèce, en Europe de l'Est et en Turquie.

## Prix et distinctions
Liste non exhaustive :
- 2021 : TIME’ Top 100 Photos[4],[5]
- 2022 : Istanbul Photo Awards pour sa photo « Woman from Evia » [6]
- 2022 : World Press Photo of the Year dans la catégorie Single, pour sa photo « Evia Island Wildfire »[7],[2]
- 2022 : Siena International Photo Awards, photographe de l'année pour sa photo « Woman from Evia »[8]